# Alfonso Mondelo
Alfonso Mondelo (Barakaldo, 13 agosto 1958) è un allenatore di calcio spagnolo.

## Carriera
Durante la sua carriera, Mondelo ricoprì diversi incarichi; fu l'assistente di Carlos Alberto Parreira nel 1997 al N.Y./N.J. MetroStars e, una volta esonerato il tecnico brasiliano, prese la guida del club durante la stagione 1998, guidando la squadra per 32 partite di cui ne perse 18 e ne vinse 14. Con l'ultima partita della stagione ancora da disputare, il club newyorchese lo esonerò. Successivamente, è stato assistente del CT della nazionale statunitense Bruce Arena dal 1999 al 2001. Nel 2001 venne nominato allenatore del Tampa Bay Mutiny, club della Major League Soccer, con cui rimase fino a luglio prima di venire esonerato.

## Statistiche

### Statistiche da allenatore
Statistiche aggiornate al 4 luglio 2001.
| Stagione        | Squadra          | Campionato      | Campionato | Campionato | Campionato | Campionato | Coppe nazionali | Coppe nazionali | Coppe nazionali | Coppe nazionali | Coppe nazionali | Coppe continentali | Coppe continentali | Coppe continentali | Coppe continentali | Coppe continentali | Altre coppe | Altre coppe | Altre coppe | Altre coppe | Altre coppe | Totale | Totale | Totale | Totale | % Vittorie | Piazz.    |
| Stagione        | Squadra          | Comp            | G          | V          | N          | P          | Comp            | G               | V               | N               | P               | Comp               | G                  | V                  | N                  | P                  | Comp        | G           | V           | N           | P           | G      | V      | N      | P      | %          | Piazz.    |
| --------------- | ---------------- | --------------- | ---------- | ---------- | ---------- | ---------- | --------------- | --------------- | --------------- | --------------- | --------------- | ------------------ | ------------------ | ------------------ | ------------------ | ------------------ | ----------- | ----------- | ----------- | ----------- | ----------- | ------ | ------ | ------ | ------ | ---------- | --------- |
| gen.-sett. 1998 | MetroStars       | MLS             | 29         | 12         | 0          | 17         | USOC            | 3               | 2               | 0               | 1               |                    | -                  | -                  | -                  | -                  | -           | -           | -           | -           | -           | 32     | 14     | 0      | 18     | 43,75      | Esonerato |
| apr.-lug. 2001  | Tampa Bay Mutiny | MLS             | 16         | 3          | 1          | 12         | USOC            | 1               | 0               | 0               | 1               |                    | -                  | -                  | -                  | -                  | -           | -           | -           | -           | -           | 17     | 3      | 1      | 13     | 17,65      | Esonerato |
| Totale carriera | Totale carriera  | Totale carriera | 45         | 15         | 1          | 29         |                 | 4               | 2               | 0               | 2               |                    | -                  | -                  | -                  | -                  |             | -           | -           | -           | -           | 49     | 17     | 1      | 31     | 34,69      |           |